# Ruth Wedgwood

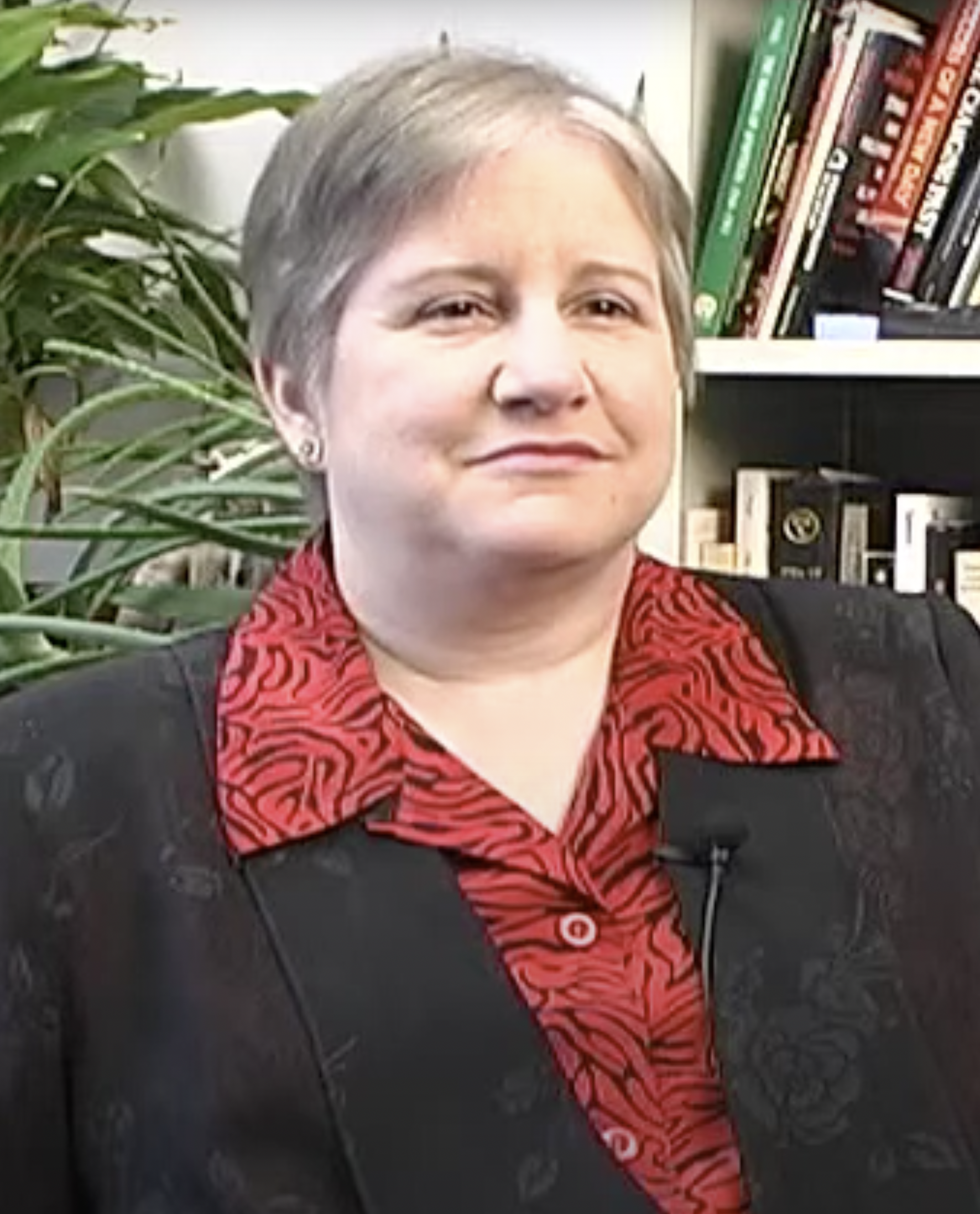
Ruth Wedgwood

Ruth Wedgwood (* 1949) ist eine US-amerikanische Juristin.

## Leben
Ruth Wedgwood ist die Tochter des Arbeitsrechtlers Morris P. Glushien  und Anne Sorelle Williams (Künstlerin und Übersetzerin). Wedgwood studierte an der Yale Law School und der Harvard University. 1982 heiratete sie ihren Klassenkameraden von Harvard, den Gesundheitsimmunologen Josiah Francis Wedgwood VII, ein Mitglied der Familie der Darwin-Wedgwoods.  2009 wurde sie Witwe. Sie hat einen Sohn Josiah Ruskin.
Sie ist Mitglied des  American Law Institute, dem Council on Foreign Relations, dem Institute for Strategic Studies, dem Atlantic Council sowie dem San Remo International Institute for Humanitarian Law. Sie hält den Edward B. Burling Chair in International Law and Diplomacy an der School of Advanced International Studies der Johns Hopkins University in Washington, D.C.

## Werke (Auswahl)
- International criminal law by Ruth Wedgwood, 2002
- International security and the European constitution, 1995
- After Dayton lessons of the Bosnian peace process : a council symposium, 1999
- A detailed assessment of the Bosnian peace process,  Council on Foreign Relations and Yale University.
- The war & the constitution by Association of American Law Schools, 2002
- Is there a constitutional claim to minimum funding of the courts